# Adam Józef Potocki
Adam Józef Potocki (24. února 1822 Łańcut – 15. června 1872 Krzeszowice) byl rakouský šlechtic a politik polské národnosti z Haliče, v 2. polovině 19. století poslanec Říšské rady.

## Biografie
Jeho matkou byla Zofia Branicka (1790–1879), otcem důstojník Artur Stanisław Potocki (1787–1832). Jeho manželkou byla Katarzyna Potocka (1825–1907) rozená Branicka. Jejich syny byli politici Artur Władysław Potocki (1850–1890) a Andrzej Kazimierz Potocki (1861–1908). Jeho strýc Alfred Potocki (1785–1862) byl rovněž významným politikem. Největší politické proslulosti dosáhl bratranec Alfred Potocki (1822–1889), který byl opakovaně předlitavským ministrem a krátce i předsedou předlitavské vlády.
Adam studoval na Vídeňské univerzitě, v letech 1839–1840 na Edinburské univerzitě a v roce 1841 na Berlínské univerzitě. V roce 1846 podporoval zachování Krakova jako svobodného města.
Během revolučního roku 1848 se zapojil do vrcholné politiky. Ve volbách roku 1848 byl zvolen na rakouský ústavodárný Říšský sněm. Zastupoval volební obvod Krakov IV v Haliči. Uvádí se jako statkář. Rezignoval 19. listopadu 1848, podle jiného zdroje v prosinci 1848. V parlamentu ho nahradil Antoni Sanocki.
Roku 1848 taky patřil mezi zakladatele listu Czas. Po porážce revoluce byl pro velezradu odsouzen na šest let. Roku 1852 byl ovšem omilostněn.
Po obnovení ústavní vlády se opět zapojil do politiky. Od roku 1861 byl poslancem Haličského zemského sněmu za kurii venkovských obcí, obvod Chrzanow, Jaworzno a Krzeszowice. Zemský sněm ho roku 1861 delegoval i do Říšské rady (tehdy ještě volené nepřímo) za Halič (kurie venkovských obcí, obvod Chrzanow). 11. května 1861 složil slib. K roku 1861 se uvádí jako statkář, bytem v Krzeszowicích. Zemský sněm ho do Říšské rady opět delegoval roku 1867 za kurii venkovských obcí. 14. prosince 1869 po znovuzvolení opětovně složil slib. Rezignoval dopisem z 31. března 1870 v rámci hromadného složení mandátů haličských poslanců na protest proti ústavnímu směřování státu (neochota vlády poskytnout Haliči autonomní status).
Byl orientován federalisticky. Odmítal centralistickou koncepci rakouského státu. V březnu 1867 patřil mezi 34 zemských poslanců, kteří pro nesouhlas s rakousko-uherským vyrovnáním odmítali obeslat Říšskou radu. V roce 1863 kritizoval neutrální postoj Rakouska vůči protiruskému polskému povstání. Odmítal ovšem přílišné spojování polského národního hnutí s českým hnutím, které podezíral z proruských sympatií. Jako hrozbu pro polské ambice vnímal německé sjednocování. Neúspěšně se snažil o dohodu s rusínskými představiteli ve východní Haliči. Reprezentoval šlechtické haličské statkářské kruhy. Byl předsedou krakovské zemědělské společnosti. Podílel se na rozvoji zemědělského podnikání. Byl aktivní při přípravě vzniku krakovské akademie věd.